# Chris Hill (cestista)
Christopher Joseph Vogel Hill, detto Chris (Indianapolis, 21 febbraio 1983), è un ex cestista statunitense, professionista in Europa.

## Carriera
Con gli Stati Uniti ha disputato i Giochi panamericani di Santo Domingo 2003.

## Palmarès
- Campionato belga: 2

Spirou Charleroi: 2009-10, 2010-11